# Roy Harrod

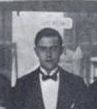
Roy Harrod

Roy Harrod (Norfolk, 13 februari 1900 - aldaar, 8 maart 1978) was een Brits econoom. Onafhankelijk van Evsey Domar ontwikkelde hij een belangrijk economisch model, dat nu bekendstaat als het Harrod-Domar-model.
Harrod studeerde aan New College, een college van de Universiteit van Oxford. Na zijn afstuderen bracht hij een jaar door aan King's College. Daar ontmoette hij John Maynard Keynes met wie hij bevriend raakte.
Nadien weer terug in Oxford, werd hij tutor in de economie aan Christ Church. Hij trad in 1938 in het huwelijk me Wilhelmina Cresswell. Hij stond nog steeds in contact met Keynes en werd later diens eerste biograaf. Van 1938 tot 1947 en opnieuw van 1954 tot 1958 was hij een Fellow aan Nuffield College .

## Geselecteerde werken
- The Trade Cycle (Oxford: Clarendon Press, 1936)
- “Mr. Keynes and Traditional Theory", Econometrica, vol 5., January 1937, 74-86.
- Towards a Dynamic Economics, (London: Macmillan, 1948)
- (en)  Roy Harrod, The Life of John Maynard Keynes, Macmillan, 1951, ISBN 1-125-39598-2
- The Prof: A Personal Memoir of Lord Cherwell (London, Macmillan, 1959)
- Domar and Dynamic Economics, The Economic Journal LXIX, September 1959, pp. 451–464.